# Parafia Zwiastowania Najświętszej Maryi Panny w Biskupowie
Parafia Zwiastowania Najświętszej Maryi Panny w Biskupowie – parafia rzymskokatolicka, znajdująca się w diecezji opolskiej, w dekanacie Głuchołazy.
Parafię obsługuje proboszcz parafii św. Michała Archanioła w Gierałcicach.